# Sea Pearl
M/Y Sea Pearl, tidigare Alfa Four, Aviva, Pegasus och Pegasus II, är en superyacht tillverkad av Oceanco i Alblasserdam i Nederländerna. Den levererades 2004 till den brittiske investeraren Joe Lewis med namnet Alfa Four, den fick senare namnet Aviva alternativt Aviva II. Den genomgick ytterligare tre namnbyten mellan 2007 och 2011, Pegasus; Pegasus II och det nuvarande namnet. Det rapporterades senare i nyhetsmedia att ägaren till Sea Pearl är den indonesiske affärsmannen Sri Prakash Lohia.
Sea Pearl designades exteriört av Oceanco själva medan Winch Design designade interiören. Superyachten är 60 meter lång och har kapacitet för 12–14 passagerare fördelat på sex hytter. Den har också en besättning på 18 besättningsmän.